# Kween
Le district de Kween est un district d'Ouganda. Sa capitale est Binyiny.

## Histoire
Ce district a été créé en 2010 par séparation de celui de Kapchorwa.